# 오타와라번
오타와라 번(일본어: 大田原藩 오타와라한[*])은 일본 에도 시대 시모쓰케국 나스군을 지배했던 번이다. 번청은 지금의 도치기현 오타와라시에 있었던 오타와라 성이다.

## 역대 번주
오타와라 가문
1. 하루키요(晴清) 1600년 ~ 1631년
2. 마사키요(政清) 1631년 ~ 1661년
3. 다카키요(高清) 1661년 ~ 1677년
4. 노리키요(典清) 1677년 ~ 1694년
5. 스미키요(純清) 1694년 ~ 1699년
6. 기요노부(清信) 1699년 ~ 1702년
7. 스케키요(扶清) 1703년 ~ 1745년
8. 도모키요(友清) 1745년 ~ 1775년
9. 쓰네키요(庸清) 1775년 ~ 1802년
10. 미쓰키요(光清) 1802년 ~ 1812년
11. 요시키요(愛清) 1812년 ~ 1847년
12. 히로키요(広清) 1847년 ~ 1851년
13. 도미키요(富清) 1851년 ~ 1862년
14. 가즈키요(一清) 1862년 ~ 1871년